# Shmuel Safrai
Shmuel Safrai (Varsavia, 18 giugno 1919 – Gerusalemme, 16 luglio 2003) è stato uno storico e biblista israeliano.

## Biografia
Safrai nacque in Polonia, ma quando aveva tre anni la sua famiglia si trasferì in Palestina. Nel 1931 si iscrisse alla prestigiosa yeshivah Mercaz HaRav a Gerusalemme e nel 1939 fu ordinato rabbino. Proseguì gli studi all'Università Ebraica di Gerusalemme, dove nel 1952 conseguì il master of arts e nel 1957 il Ph.D. in storia ebraica, Bibbia e Talmud. Nel 1962 divenne lettore all'Università Ebraica di Gerusalemme, dove nel 1969 fu nominato professore associato e nel 1978 professore ordinario di storia del popolo ebraico. Nel 1989 si ritirò dall’insegnamento, diventando professore emerito. Durante la sua carriera, Safrai si è dedicato principalmente a studi sul periodo finale del Secondo tempio di Gerusalemme, i Tannaim e il cristianesimo delle origini. Ha scritto dodici libri e più di ottanta articoli.

## Riconoscimenti
- Jerusalem Prize (1986)
- Premio Israele (2002)